# Услукино (городище)
Услукино — городище дьяковской археологической культуры раннего железного века (3-я четв. I тыс.), расположенное в Волоколамском районе Московской области России, на левом высоком берегу реки Ламы в 1,7 км к северу от бывшей деревни Услукино, недалеко от села Ярополец, к югу от оврага, по которому протекает безымянный ручей, левый приток реки Ламы, урочище Городок.
Площадка городища полукруглой в плане формы, вытянута с севера на юг, размером 40×20 м. Высота над рекой 17—20 м, с северной, южной и западной стороны окружена двумя валами высотой 0,7—0,9 м и двумя рвами глубиной 0,7—0,9 м. Поверхность поросла деревьями и кустарником. В северной и южной частях нарушена блиндажами военного времени. Культурный слой 0,3—0,4 м. Керамика лепная с сетчатыми отпечатками на внешней поверхности и гладкостенная.

## Комментарии
1. ↑  23 июня 1988 года Решением Московского областного исполнительного комитета № 921 деревня Услукино Ярополецкого сельского совета Волоколамского района Московской области была снята с учёта и ликвидирована[1].